# Harald Ringstorff
Harald Ringstorff, född den 25 september 1939 i Wittenburg, död
19 november 2020 i Schwerin, var en tysk socialdemokratisk politiker tillhörande SPD. Från 3 november 1998 till 2008 var han Mecklenburg-Vorpommerns ministerpresident.